# Rosario y Antonio

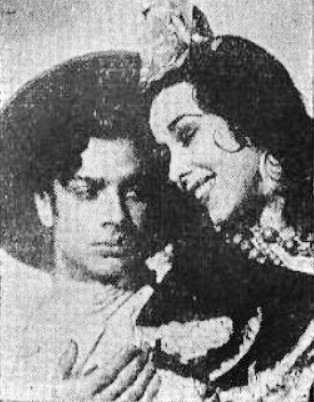
Rosario und Antonio, um 1943

Rosario y Antonio (spanisch für „Rosario und Antonio“) waren ein berühmtes spanisches Flamenco-Tanzpaar. Es bestand aus Rosario, eigentlich Florencia Pérez Padilla (* 11. November 1918 in Sevilla, † 24. Januar 2000 in Madrid), und Antonio Ruiz Soler (* 4. November 1921 in Sevilla, † 5. Februar 1996 in Madrid). Die beiden begannen bereits 1927, im Kindesalter, gemeinsam zu tanzen und tanzten bis 1952 gemeinsam als Paar. Danach verfolgten beide jeweils für sich noch eine langjährige Laufbahn als Choreografin und Choreograf, Tänzerin und Tänzer.

## Los petits sevillanitos
Die beiden lernten sich in der Tanzschule des Meisters Realito kennen. Diese lehrte ihre Schüler nicht nur tanzen, sondern organisierte kleine Bühnenauftritte bei örtlichen und privaten Feiern. Der Sänger Manuel Vallejo erfuhr vom Talent der beiden Kinder und organisierte 1928 einen Auftritt im Teatro del Duque von Sevilla. Dadurch wurden sie von einem Tag auf dem anderen stadtbekannt in ganz Sevilla, unter dem Namen Los petits sevillanitos.
Im selben Jahr fand in Lüttich eine internationale Ausstellung statt. Die Organisatoren des spanischen Pavillons hatten von den beiden gehört und engagierten sie. Es folgten 1929 ein Engagement bei der ibero-amerikanischen Ausstellung in Sevilla, mit einem Auftritt unter den Augen von König Alfons XIII. und Königin Victoria Eugenia.

## Los chavalillos sevillanos
Auf Initiative von Rosarios Mutter bildeten sie in der Akademie von Manolo Otero und dann in der von Ángel Pericet ihre Fertigkeiten weiter aus. Dort lernten sie Boleros und andere spanische Tänze. Speziell für den Flamenco ging Rosario in die Schule von Juana la Maccarona und Antonio in die von Frasquillo. Ihren Künstlernamen änderten sie in Los chavalillos sevillanos.  Unter diesem Namen traten sie auf Veranstaltungen der damals populären Ópera Flamenca auf. Die erste bedeutende Tanzkompanie, die sie aufnahm, war die von La Niña de los Peines und Pepe Pinto. Mit ihnen tourten sie 1931 und 1932 nach Madrid und in andere Städte Spaniens.
1933 wechselten sie in die Kompanie von Pepe Marchena. Ein Jahr später tourten sie mit ihm nach Lissabon, nach Madrid, und durch ganz Spanien. Um ihre Tanzkunst weiter zu perfektionieren und ihr Repertoire zu erweitern, gingen sie nach Barcelona in die Akademie von Vicente Reyes. Dieser führte sie in die Kompanie Ballet sinfónico ein. Dort lernten sie unter anderem Choreografien für Maurice Ravels Boléro, für den spanischen Tanz Nr. V von Enrique Granados, für Los claveles von José Serrano und für La leyenda del beso von Reveriano Soutullo und Juan Vert.

## Bürgerkrieg und Aufbruch nach Amerika
Der Ausbruch des spanischen Bürgerkrieges im Juli 1936 überraschte die beiden Jugendlichen, sie 18, er 15 Jahre alt, in Barcelona. Glücklicherweise war die Mutter von Rosario bei ihnen; sie hatte die beiden schon bisher auf all ihren Reisen begleitet. Von nun an entschied die franquistische Staatsgewalt, vertreten durch das Sindicato Único de Espectáculos Públicos, über sämtliche Auftritte von Künstlern in Barcelona. Die beiden wurden gegen schlechte Bezahlung für Auftritte in frontnahen Städten und Dörfern und in Hospitälern verpflichtet; zum Ende jeder Vorstellung musste Antonio mit erhobener Faust grüßen.
Weitere Auftritte hatten sie im Circo Barcelonés und im Teatro Tívoli und in Ortschaften außerhalb. Eine Tournee führte sie schließlich nach Frankreich, in die Städte Montpellier, Carcassonne, Narbonne, Béziers, Toulouse, Perpignan und Sète. Sie nutzten diese Gelegenheit, um sich der katalanischen Regierungsgewalt zu entziehen: Am Ende ihrer Tournee flohen sie nach Marseille. Dort fanden sie zunächst ein Engagement beim Cabaret Embassy. Der Impresario Marquesi bot ihnen ein Engagement in Buenos Aires an. Die beiden akzeptierten und schifften sich nach Südamerika ein. Im Februar 1937 debütierten sie in Buenos Aires im Teatro Maravillas in der Show Las maravillas del Maravillas, unter der Leitung von Carmen Amaya.
Erst 1949 sollten sie wieder spanischen Boden betreten.
Als Carmen Amaya vier Monate später das Maravillas verließ, wurden sie selbst Leiter der Kompanie. Mit der Sängerin Conchita Martínez erweiterten und modifizierten sie das Programm. Sechs Monate lang hatten sie Abend für Abend ihren Auftritt, begleitet vom Applaus des Publikums. Dann verließen sie das Maravillas und brachen zu einer Tournee durch Lateinamerika auf. Sie traten in den großen Städten Argentiniens auf, in Santiago de Chile, in Montevideo, in Lima, in Bogotá, in Caracas und in Havanna. Während dieser Tournee erweiterten sie ihr Repertoire, unterstützt vom Pianisten Silvio Masciarelli, dem Gitarristen Rafael Solé und der Sängerin Raquel Meller. So entstand beispielsweise eine tänzerische Interpretation von La vida breve von Manuel de Falla.
1939 engagierte sie der Impresario Vicente Miranda für das Veranstaltungshaus El Patio Mexiko-Stadt, damals eine der wichtigsten mexikanischen Showbühnen. In Mexiko heiratete Rosario ihren Pianisten Silvio Masciarelli.
Nach dem Engagement im Patio zogen Rosario und Antonio weiter nach Rio de Janeiro, einem Vertragsangebot des Casino Copacabana folgend. Marcel Ventura, Agent der Schauspielerin Mae West, stellte sie dem Direktor des Hotels Waldorf Astoria vor. Das brasilianische Publikum ließ sie nur widerstrebend ziehen. Nach neun Monaten Engagement im Casino Copacabana konnten schließlich sie dem Ruf nach New York folgen.

## Rosario & Antonio
1940 traten sie schließlich Sert Room des Waldorf Astoria auf. Der Saal war dem katalanischen Maler Josep Maria Sert gewidmet. Das Hotel annoncierte sie mit ihrem bisherigen Künstlernamen, fügte jedoch in kleinerer Schrift Rosario & Antonio hinzu. Der Auftritt wurde zu einem rauschenden Erfolg. Die New Yorker Presse bezeichnete sie als die fantastischsten spanischen Tänzer, die man in New York in vielen Jahren gesehen habe. Der Kritiker Cholly Knickerbocker lobte ihre Authentizität, die nicht von der typischen „Patina des Broadway“ verdorben sei. Drei Monate lang traten sie ununterbrochen im Sert Room auf. Nach diesem Erfolg standen ihnen die Bühnen New Yorks offen. Sie traten in Hotels, Festsälen, Showkabaretts und Theatern auf und immer wieder auch im Sert Room auf. Ein Höhepunkt war ihre Vorstellung beim Präsidenten Theodore Roosevelt im Weißen Haus. Auch ihre Gagen wurden stetig besser.
1943 traten sie in Sons o’fun auf, seinerzeit eines der attraktivsten Broadway-Musicals. In Szene gesetzt wurde es von den Komikern Ole Olsen und Chic Johnson, als weitere Stars agierten Carmen Miranda und Ella Logan auf der Bühne.
Im April 1944 debütierten sie mit einem eigenen abendfüllenden Tanzprogramm in der Carnegie Hall. Sie hatten dazu eine Kompanie von sechs Tänzerinnen und vier Tänzern engagiert und zur Musikbegleitung zwei Gitarristen und zwei Pianisten an jeweils einem Konzertflügel. Antonio hatte eine Choreografie vorbereitet, unter anderem mit einem Erstlingswerk zu El Corpus Christi en Sevilla von Isaac Albéniz. Auch dieser Premierenabend wurde von der New Yorker Kritik gelobt und gefeiert. Der Erfolg bescherte ihnen einen Vertrag mit den Columbia Concert Productions und Engagements in den Filmproduktionen Hollywoods.

## Hollywood
Metro Goldwyn Mayer engagierte sie für zwei Musical-Filme, die 1941 erschienen:
- In Ziegfeld Girl[23] sind sie mit einer Zambra aus ihrem eigenen Repertoire zu sehen.
- Einen weiteren Auftritt hatten sie in Sing Another Chorus[24] unter der Regie von Charles Lamont.

1944 reisten sie erneut nach Hollywood, um in Hollywood Canteen aufzutreten. 1945 folgten Auftritte im Film Pan-Americana mit einem Paso Doble und einem Potpourri spanischer Volkslieder.
Durch diese Auftritte sind uns Filmdokumente von beider Tanzkunst überliefert:
- von ihrer Spontaneität und Agilität,
- ihrer Körperbeherrschung,
- des rhythmischen Reichtums und der Perfektion ihrer Zapateados,
- der akrobatischen Sprünge von Antonio,
- der grazilen Perfektion von Rosarios Drehungen und Körperbewegungen sowie ihrer meisterhaften Beherrschung der Kastagnetten.

## Erneute Reisen in Lateinamerika
Von 1946 bis 1949 bereisten sie erneut Mexiko, Argentinien, Uruguay, Chile, Kuba und Peru. 1946 präsentierten sie im Teatro Bellas Artes in Mexiko-Stadt ihre Interpretation von El zapateado von Pablo de Sarasate. José Luis Navarro García bezeichnet diesen Auftritt als einen der emblematischen Höhepunkt ihrer Karriere.
Über ihre Fußtechnik schrieb er:

«Un verdadero tour de force en el que convierte sus pies en un instrumente de percusión solista, de una precisión, de un virtuosismo técnico, de una musicaldad y de una creatividad inigualada hasta ese momento.»

„Eine wahre Tour de Force, in der sich ihre Füße in ein solistisches Perkussionsinstrument verwandeln, mit einer bis zu jenem Moment unerreichten Präzision, technischen Virtuosität, Musikalität und Kreativität.“

Ihr Repertoire, das sie sich in den zwölf Jahren davor aufgebaut hatten, umfasste außerdem:
- Die Jota Viva Navarra von Joaquín Larregla,
- Zorongo gitano und Café de Chinitas von Federico García Lorca,
- einige Stücke aus La vida breve, El amor brujo und Der Dreispitz von Manuel de Falla,
- die Tänze Nr. 7 und Nr. 9 von Joaquín Turina,
- Sevilla und Malagueña von Isaac Albéniz,
- eine Anzahl Sevillanas, Fandangos aus Huelva, Boleros, Seguidillas von der Mancha und Panaderos,
- El relicario, El manisero, Carnavalito, Jarana Yucateca, den peruanischen Tanz Huayno und den bereits erwähnten Paso Doble aus Panamericana.

## Rückkehr nach Spanien
Anfang Januar 1949 betraten sie in Algeciras wieder spanischen Boden. Von dort aus ging es über Sevilla weiter nach Madrid.
Am 27. Januar gelang ihnen im Teatro Fontalva ein triumphales Comeback in ihrem Heimatland, gefeiert vom Publikum und der Kritik. Wenig später gelang ihnen die Wiederholung im Teatro San Fernando im heimischen Sevilla. Ihr Ruhm sprach sich auch unter Kino-Liebhabern herum. So ging man mit ihnen ein Filmprojekt an: die Geschichte des Straßenräubers El Tempranillo. Das ursprünglich auf zwei Filme geplante Projekt wurde wegen Geldmangels auf einen Film gekürzt, El rey de Sierra Morena. Rosario und Antonio tanzten darin nicht nur, sondern spielten auch als Darsteller: Antonio die Rolle des Helden El Tempranillo und Rosario die Rolle seiner Braut María Jesús.
Nach einem kurzen Zwischenaufenthalt in den Vereinigten Staaten, zu dem sie sich vertraglich verpflichtet hatten, setzten sie ihre Auftritte in Spanien fort.

## Die letzten gemeinsamen Jahre
Ihr Debüt im Théâtre des Champs Elysées wurde vom Pariser Publikum frenetisch gefeiert. Es folgten Auftritte in Amsterdam, Bern, Rom, Edinburgh, Brüssel, London, Bonn, Kopenhagen, Athen, Dublin, Stockholm, Helsinki, Lissabon, Tel Aviv, Kairo, Tanger und Florenz.
1950 wurden Rosario und Antonio jeweils mit der Goldmedaille des Círculo de Bellas Artes ausgezeichnet. Antonio wurde darüber hinaus mit dem Cruz de Caballero de Isabel la Católica geehrt.
1951 wirkten sie erneut in einer Filmproduktion mit. In Niebla y Sol unter der Regie von José María Forqué tanzten sie eine Anthologie der Seguiriya. Zur Begleitung von drei Gitarren und Gesang aus dem Off zeigten sie einen Dialog von Zapateados und Kastagnetten zu Kompositionen von Antonio. Ein weiterer zentraler Beitrag zu diesem Film war ihr gemeinsamer Tanz mit Sacha Goudines Ballettkompanie zu dessen Ballett El hombre y la estrella.
Sie erweiterten stetig ihr Repertoire, wobei Antonio seine Fähigkeiten als Choreograf unter Beweis stellte. So schufen und tanzten sie Choreografien zu:
- Jota aragonesa von Manuel de Falla;
- El Fandango de Candil sowie die Tänze Nummer V, X und XI von Enrique Granados;
- eine Reihe von Stücken aus der Suite Iberia von Isaac Albéniz;
- Sacromonte und Zapateado von Joaquín Turina;
- Serenata española von Joaquín Malats;
- Danza de la gitana und Las cigarreras von Ernesto Halffter Escriche;
- einige Stücke aus Capriccio espagnol von Nikolai Rimski-Korsakow;
- La Revoltosa von Ruperto Chapí y Lorente;
- das Zwischenspiel aus La boda de Luis Alonso von Gerónimo Giménez y Bellido;
- Dabajo de la hoja, Anda jaleo und Los cuatro muleros von Federico García Lorca;
- und eine sehr persönliche Interpretation der Caña.

Ab 1951 zeichnete sich ab, dass sie künstlerisch eigene Wege suchten. Rosario schuf ihre eigene Version des Taranto, Antonio seine Fassung des Martinete zu Versen von Edgar Neville. 1952 hatten sie beim Festival de Música y Danza in Granada nochmals einen glanzvollen gemeinsamen Auftritt. Mit ihrer Vorstellung eröffneten sie das Festival in den Gärten der Alhambra. Erneut wurden sie dafür mit der Goldmedaille des Círculo de Bellas Artes geehrt.
Danach trennten sich ihre Wege. Antonio strebte die Gründung einer Kompanie an, um große Ballette zu inszenieren. Rosario bevorzugte die Darbietung in kleiner Besetzung. Es kam zu heftigen persönlichen Auseinandersetzungen bis hin zu körperlicher Gewalt und einem Skandal auf offener Bühne in Paris. Der letzte gemeinsame Auftritt fand am 21. Dezember 1952 im Teatro Calderón in Barcelona statt.

## Weitere Lebenswege
Beide gründeten ihre eigenen Kompanien, entsprechend ihren künstlerischen Überzeugungen; beide durchlebten unabhängig voneinander noch eine langjährige Künstlerkarriere. In den 1960er Jahren trat Rosario gelegentlich als prominente Gastkünstlerin in Antonios Ballettkompanie auf.
Für die weiteren Lebenswege der beiden Künstlerpersönlichkeiten siehe die Einzelbiografien
- Rosario (Tänzerin),
- Antonio Ruiz Soler.